# Agassy
Agassy (en hangul, 아가씨; romanización revisada, Agassi) es el EP debut de la cantante surcoreana Soojin. El miniálbum fue lanzado el 8 de noviembre de 2023 por BRD, sello discográfico de la cantante, el cual contiene seis pistas, incluyendo su sencillo principal, también titulado «Agassy».

## Antecedentes y lanzamiento
El 4 de marzo de 2021, Cube Entertainment anunció que Soojin, entonces miembro del grupo femenino surcoreano (G)I-dle, detendría temporalmente todas las actividades debido a acusaciones de intimidación por parte de excompañeros de clase. En agosto de 2021, la cantante se había retirado oficialmente del grupo y del sello.
El 30 de junio de 2023, casi dos años después de su salida del grupo, Soojin abrió una cuenta personal de Instagram, insinuando un posible regreso a la industria del entretenimiento. El 16 de octubre del mismo año se informó que la cantante había firmado un contrato exclusivo con el sello discográfico BRD Communications. Esto fue seguido por una declaración de que Soojin se estaba «preparando silenciosamente para hacer un regreso en solitario». El 25 de octubre se lanzó un vídeo de danza monocromo titulado «Black Forest», que presentaba a la cantante realizando una danza contemporánea con música instrumental dramática, junto a dos bailarines enmascarados de respaldo.
El 26 de octubre de 2023, BRD anunció que la cantante lanzaría su EP debut, titulado Agassy, el 8 de noviembre. El 1 de noviembre, se publicó la lista de canciones del EP con una canción homómima como sencillo principal. El 3 de noviembre se publicó un popurrí destacado con fragmentos de las seis pistas que contiene el álbum.

## Lista de canciones
| CD / Descarga digital |                                  |                                              |                            |                   |          |  |
| N.º                   | Título                           | Letras                                       | Música                     | Arreglos          | Duración |  |
| 1.                    | «Flowering (개화; 開花; Gaehwa)» | Yuth                                         | Rhode                      | Rhode             | 1:03     |  |
| 2.                    | «Agassy (아가씨; Agassi)»        | Kang Eun Jeong (강은정), Mok Ji Min (목지민) | Yuth, Puff (퍼프)          | Yuth, Puff (퍼프) | 2:45     |  |
| 3.                    | «Sunflower»                      | Suen (수엔), Rhode, Kim Chae Ah (김채아)     | Suen (수엔), Rhode         | Rhode             | 2:50     |  |
| 4.                    | «TyTy»                           | Suen (수엔), Rhode                           | Suen (수엔), Rhode, Yuth   | Yuth              | 2:32     |  |
| 5.                    | «Sunset»                         | Kim Chae Ah (김채아), Flip_00, Ellui         | Flip_00, Ellui, 37         | Flip_00, 37       | 2:45     |  |
| 6.                    | «Bloodredroses»                  | Choi Min Ji (최민지)                         | Josh Grant, Alisa Xayalith | Josh Grant        | 2:47     |  |
| 14:42                 |                                  |                                              |                            |                   |          |  |

## Historial de lanzamiento
| País          | Fecha                  | Formato                         | Sello |
| ------------- | ---------------------- | ------------------------------- | ----- |
| Corea del Sur | 8 de noviembre de 2023 | CD, descarga digital, streaming | BRD   |